# 托南斯
托南斯（法語：Tonneins，法語發音：[tɔnɛ̃s]），法国西南部城市，新阿基坦大区洛特-加龙省的一个市镇，隶属于马尔芒德区，其市镇面积为34.78平方公里，2022年1月1日时人口数量为9,461人，是该省人口第五多的城市，在法国城市中排名第1,122位。
托南斯位于洛特-加龙省中部，主城区位于加龙河右岸，是一个区域性的中心城市，波尔多－塞特铁路和多条公路在此交汇。

## 地名
“托南斯”一名最初于1197年以“Tonnencs”的形式被记载，该名称来源于日耳曼人物Tunnos。
“Tonneins”的实际发音为[tɔnɛ̃s]，应译作“托南斯”，但《世界地名翻译大辞典》等地名翻译类书籍资料将其误译作“托南”。

## 历史

上托南斯徽章
下托南斯徽章

托南斯早期历史尚不清楚，当地自12世纪起成为阿日奈及加斯科涅的一部分。宗教战争期间，法兰西国王查理九世曾经过此地。直至18世纪末，托南斯长期被分属于“上托南斯”（Tonneins-Dessus）和“下托南斯”（Tonneins-Dessous）两个领地。法国大革命期间，两地合并并更名为“托南斯拉蒙塔涅”（Tonneins-la-Montagne，“la-Montagne”意为“山”）。此后，托南斯成为洛特-加龙省的一个市镇，并在1790至1795年间为该省的一个地区行署。工业革命期间，途径托南斯的加龙河沿岸运河以及波尔多－塞特铁路相继建成，托南斯逐渐发展成为一处重要的商业港口，其附近区域被开垦为火麻、烟草及葡萄酒种植园。

## 地理

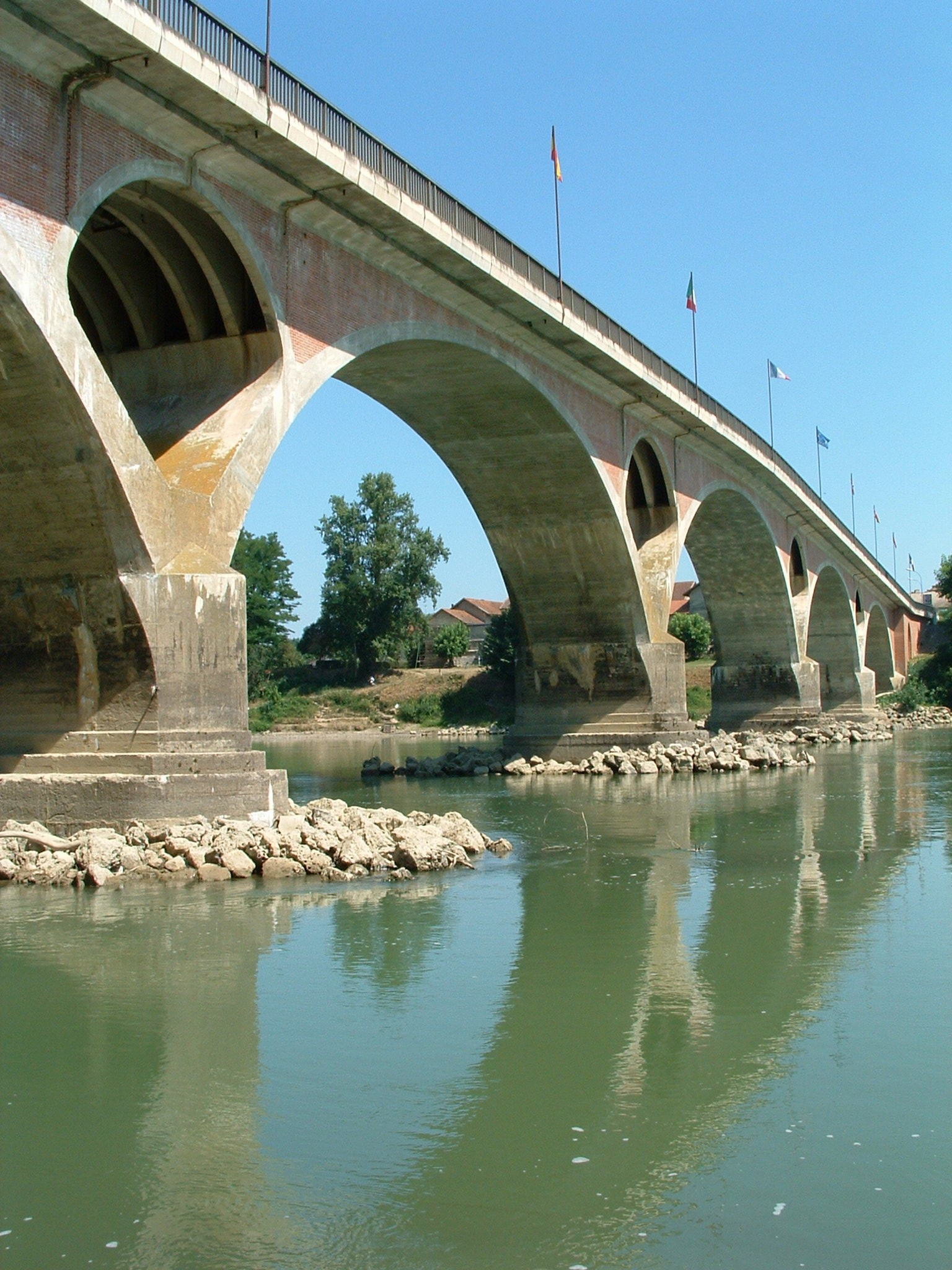
横跨加龙河的托南斯大桥

托南斯位于法国西南部，新阿基坦大区中东部和洛特-加龙省中部，距离省会阿让大约41公里。与托南斯接壤的市镇包括：福耶、尼科勒、克莱拉克、格拉特卢-圣盖朗、拉格吕埃尔、莫讷尔、瓦雷斯、维勒通。

### 地形
托南斯位于加龙河中下游河谷腹地，境内以平原为主，市镇中心地势较为平坦，东北部略有起伏，全境海拔在21到166米之间。

### 水文
加龙河干流自东南向西北流经境内，另有卡尤河在此注入加龙河。

### 植被
托南斯属于温带落叶林区，市政厅花园是当地主要的城市绿地，林地则多分布于河流附近。
在鲜花城市的评比中，托南斯被评为1星级鲜花城市。

### 气候
托南斯在柯本气候分类法中属于温带海洋性气候，因其纬度相对较低，故又有一定的亚热带特征。

## 行政区划
托南斯是法国新阿基坦大区洛特-加龙省的一个市镇，编号为47310。托南斯隶属于马尔芒德区和洛特-加龙省第二选区，管理托南斯县，同时也是加龙河谷城市圈公共社区的组成部分。
法国国家统计与经济研究所（简称）在进行数据统计时，将托南斯及相邻的福耶设为托南斯城市核心区以及托南斯城市区。自2020年起，托南斯城市区被包含11个市镇的托南斯城市辐射区代替。此外，还将托南斯市镇分为了4个“块区”（IRIS），以便于统计人口分布情况。

## 交通

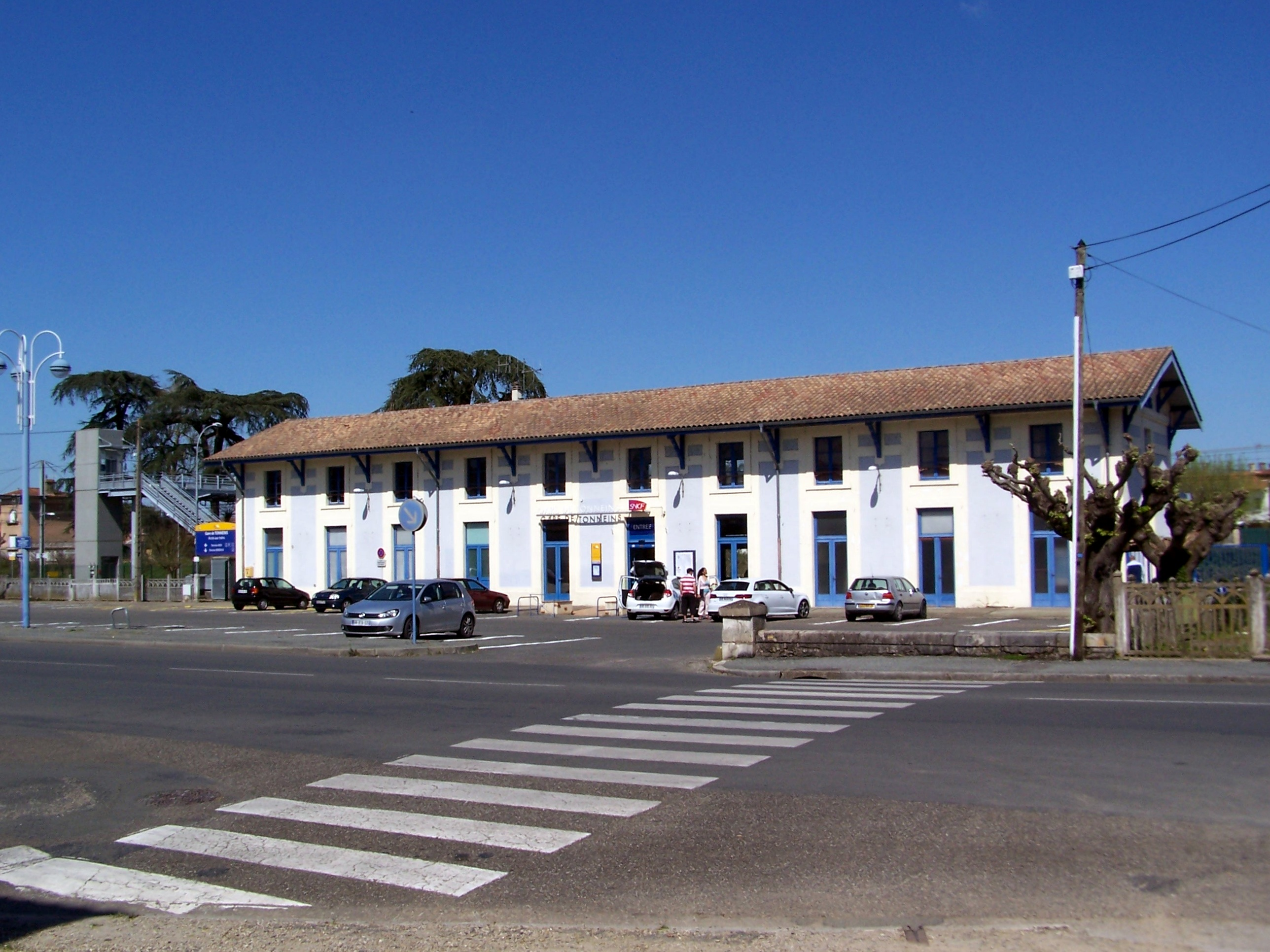
托南斯火车站

### 公路
多条洛特-加龙省省道在托南斯境内交汇，新阿基坦大区下属的洛特-加龙省城际客运提供多条巴士线路，可前往周边部分市镇。
2017年，70%的托南斯家庭拥有至少一辆的私人汽车。2019年，托南斯境内共发生各类交通事故6起，造成2人遇难，6人受伤。

### 铁路
托南斯位于波尔多－塞特铁路上，该铁路是法国西南部重要的铁路干线。托南斯站位于市区中东部，停靠往返于波尔多和阿让一线的区域列车。

### 航空
距离托南斯最近的民用航空站为阿让机场，距离托南斯市中心的公路里程约43公里。

### 城市公共交通
马尔芒德-托南斯城市公共交通（商业名称为）是当地的城市公共交通系统。截至2021年4月，该系统共包括5条公交线路，其中T线覆盖了托南斯市区内的主要街道和居民区。

## 政治

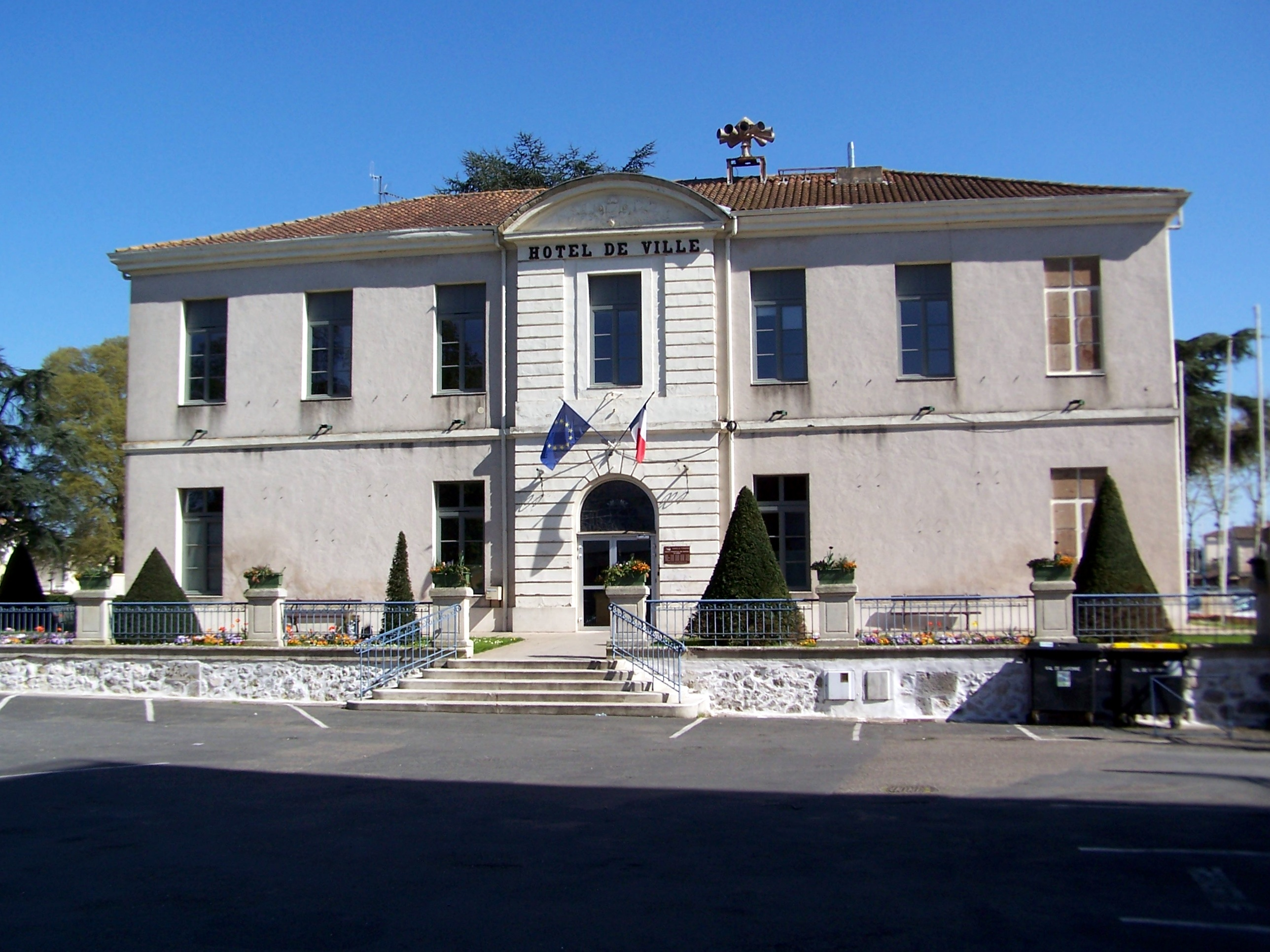
托南斯市政厅

托南斯的现任市长为丹特·里诺多先生（Dante Rinaudo），他是一名右翼无党派人士的一名成员，在2020年的市政选举中获得了43.01%的支持率。
在2017年的法国总统大选中，法国第25任总统埃马纽埃尔·马克龙在托南斯获得了58.55%的支持率。

## 人口
2018年，托南斯市镇人口数量为9,107，在法国排名第1,122位。其中男性4,222人，女性4,847人，75岁及以上人口占12.7%，外籍人口数量为1,803人，人口密度为262人/平方公里，当地居民被称为（男性）或（女性）。2019年，托南斯境内出生80人，死亡人口119人。
| 年份   | 1936  | 1946  | 1954  | 1962  | 1968  | 1975  | 1982  | 1990  | 1999  | 2006  | 2011  | 2016  | 2018  |
| ------ | ----- | ----- | ----- | ----- | ----- | ----- | ----- | ----- | ----- | ----- | ----- | ----- | ----- |
| 人口數 | 7,044 | 6,913 | 7,233 | 7,834 | 8,417 | 9,926 | 9,898 | 9,334 | 9,041 | 9,141 | 8,866 | 9,055 | 9,107 |

## 经济
托南斯是一个区域性的中心城市，当地共有各类用人单位1,183家，平均历史为18年，其中95.14%为中小型企业（PME）。（企业管理）、（农产品销售）及（生产工具租赁）是当地2019年营业额最高的三个企业，分别为87,398,000欧元、86,277,805欧元和79,191,299欧元。

## 财政收入
2019年，托南斯的财政收入总额为9,842,110欧元，财政支出总额为9,159,990欧元，当年的债务总额为8,476,300欧元。2020年，托南斯共获得1,050,925欧元的国家财政补助，比上一年减少了0.02%。
2017年，托南斯的人均月收入总额为1,800欧元，其中高级职员为3,571欧元，低于法国平均水平（4,214欧元）；中级职员为2,123欧元，低于法国平均水平（2,353欧元）；普通职员为1,576欧元，亦低于法国平均水平（1,690欧元）。
2017年，托南斯境内的青壮年（15至64岁）失业率为19.8%，当地39.2%的家庭拥有纳税资格，平均纳税1,761欧元，低于法国平均水平（3,888欧元）。

## 社会事务

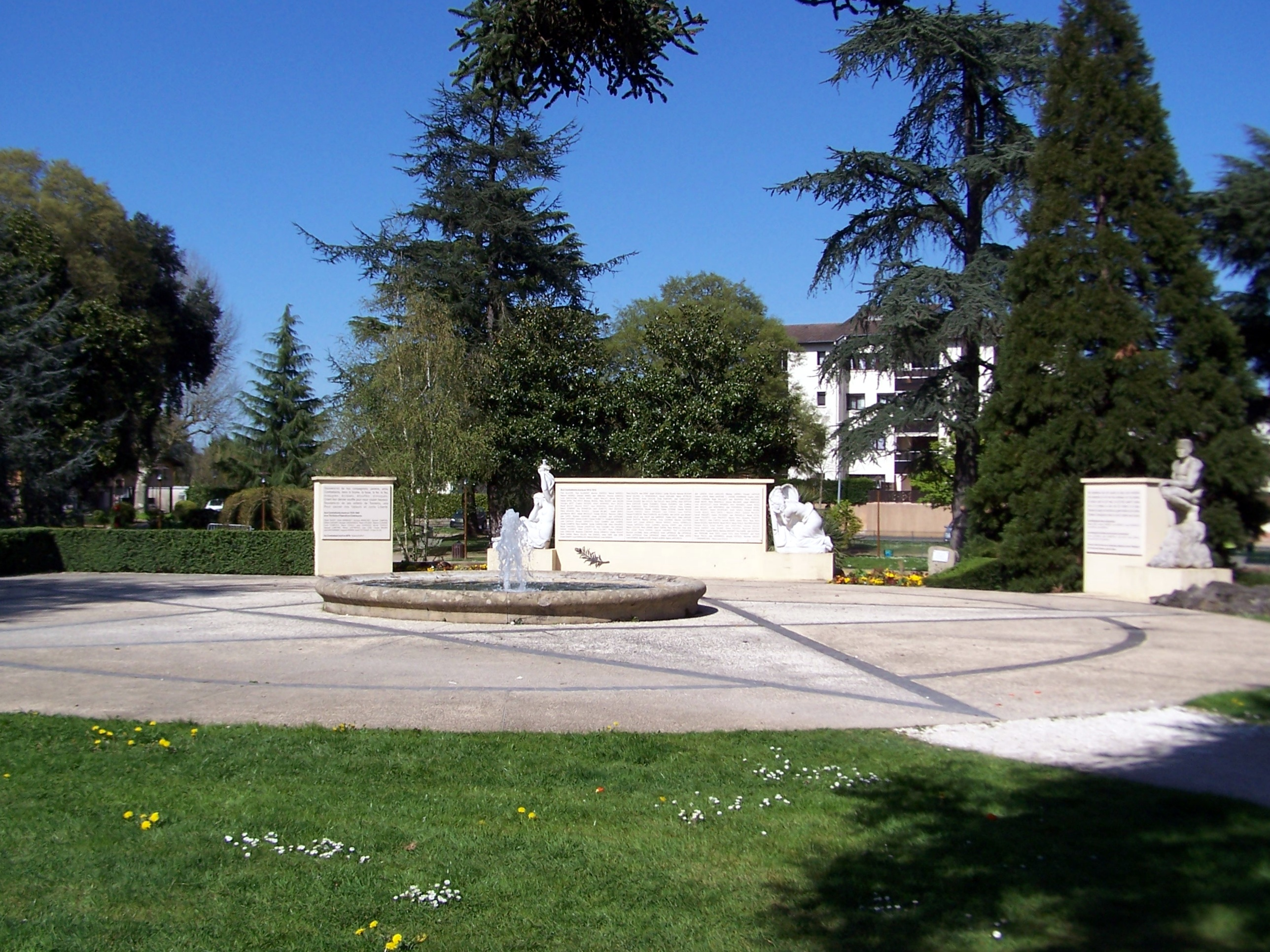
烈士纪念碑

托南斯橄榄球俱乐部徽章

### 教育
托南斯属于波尔多学区。截止2019年1月1日，托南斯境内共有3所幼儿园、4所小学、2所初级中学和1所农业高中。2018至2019学年度，托南斯境内共有在校中等教育阶段学生795名。

### 医疗
截止2019年1月1日，托南斯境内共有全科医生3名、保健师10名、牙医3名、护士17名和助产士2名。境内共有药房4家、养老院4家、残疾人帮扶中心4家。
托南斯是“马尔芒德-托南斯市际中心医院”（Centre hospitalier intercommunal Marmande-Tonneins）的服务范围，后者是法国的一个区域性医疗机构，其主病区位于马尔芒德，在托南斯市区亦设有一处含有45个床位的康复中心（EHPAD），是当地规模最大的公立综合性医院。

### 住房
2017年，托南斯境内共有各类住房4,964套，其中77.3%为独立式居民区，22.5%为集中式居民区。常住房屋占托南斯市镇范围内居民建筑总量的85%。
在住房保障政策方面，2017年，托南斯境内共有1,062户家庭获得了住房经济补助，受益人数占总人口数量的11.7%，其中961份为房租补助。

### 商业
2019年，托南斯境内共有各类实体商铺236家，其中餐厅26家、大型超市5家、杂货店2家、面包房6家、肉铺6家、书店3家、装饰品店2家、银行门店8家、美容美发店15家、汽车维修店17家。市区西北部建有开放式商业街区。

### 体育
2019年，托南斯境内共有1家游泳池、2间体育馆、1座综合体育场、7处网球场、4处足球或橄榄球场以及4处篮球或排球场。
托南斯所处的阿基坦地区盛行橄榄球运动，当地亦有一家橄榄球队：托南斯橄榄球俱乐部，后者成立于1934年，2020至2021赛季参加法国橄榄球全国联赛，其主场让·贝尔内热球场（Stade de Jean Bernège）位于市中心，是当地重要的体育设施。
托南斯足球俱乐部（Tonneins F.C.）则是当地的一支足球队，成立于1946年，2020至2021赛季参加洛特-加龙省足球联赛。

### 环境
托南斯的环境事务由其所属的公共社区负责。2019年，托南斯境内共有3家污染企业。

### 治安
2019年，托南斯市镇范围内有1处宪兵队。
2014年，托南斯及附近地区共发生各类案件3,558起，其中盗窃类案件2,239起，经济类案件423起，毒品交易类案件88起。

## 文化
2019年，托南斯境内有1家电影院。托南斯市政府开设“马诺克文化中心”（La Manoque）多媒体中心，向公众全年开放。

### 建筑
托南斯境内有多处历史建筑物。

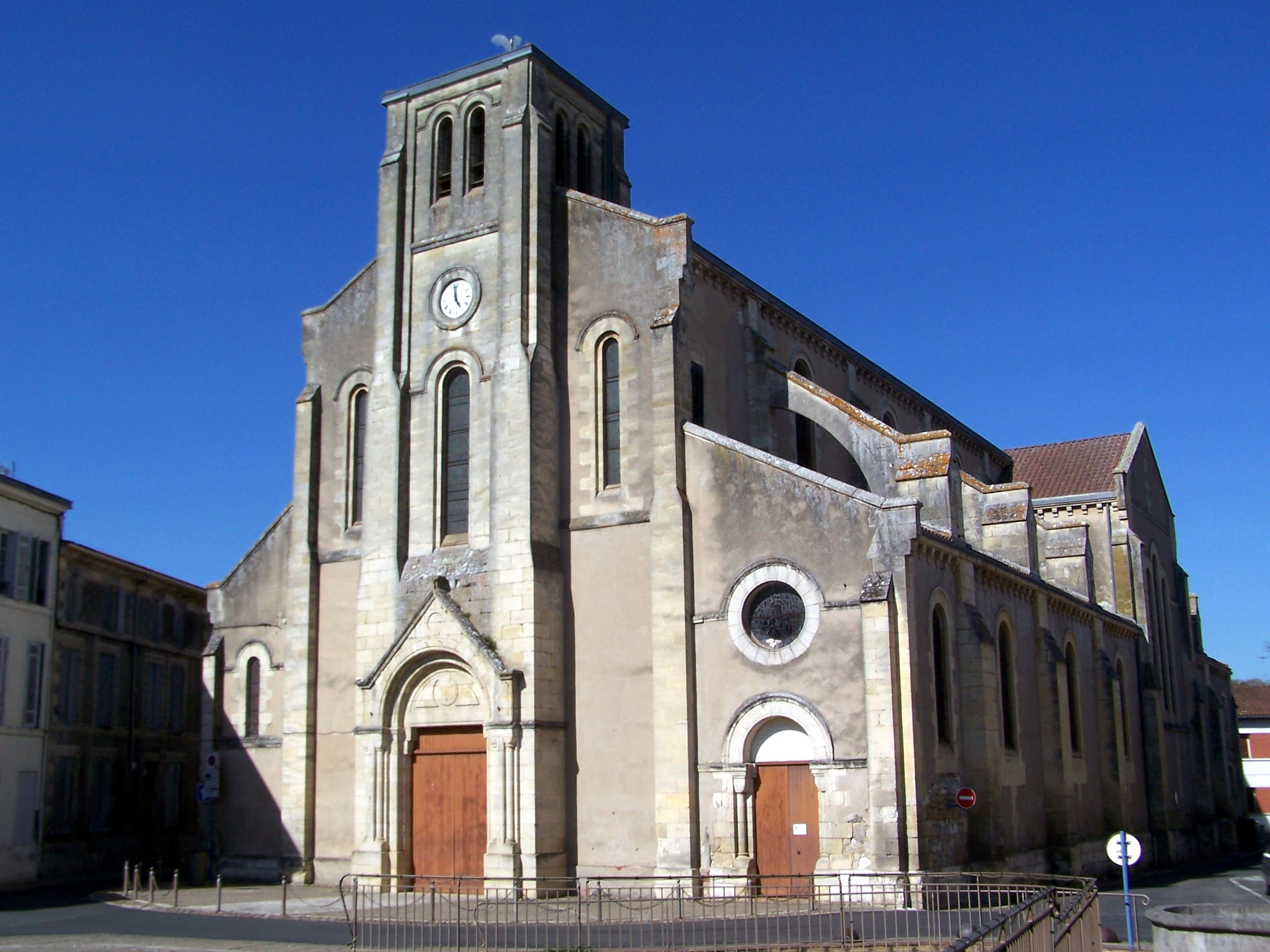
圣母教堂
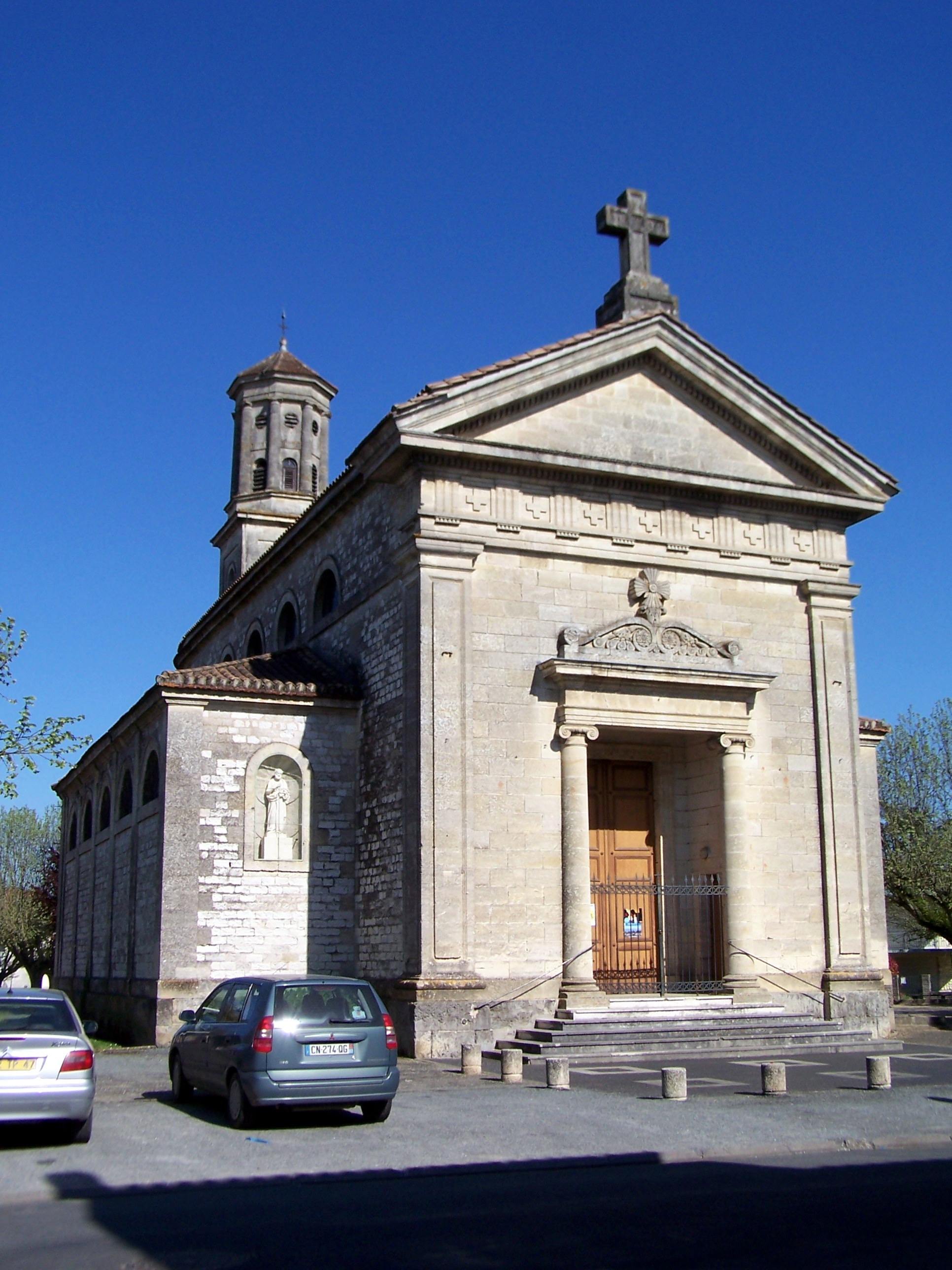
圣皮埃尔教堂
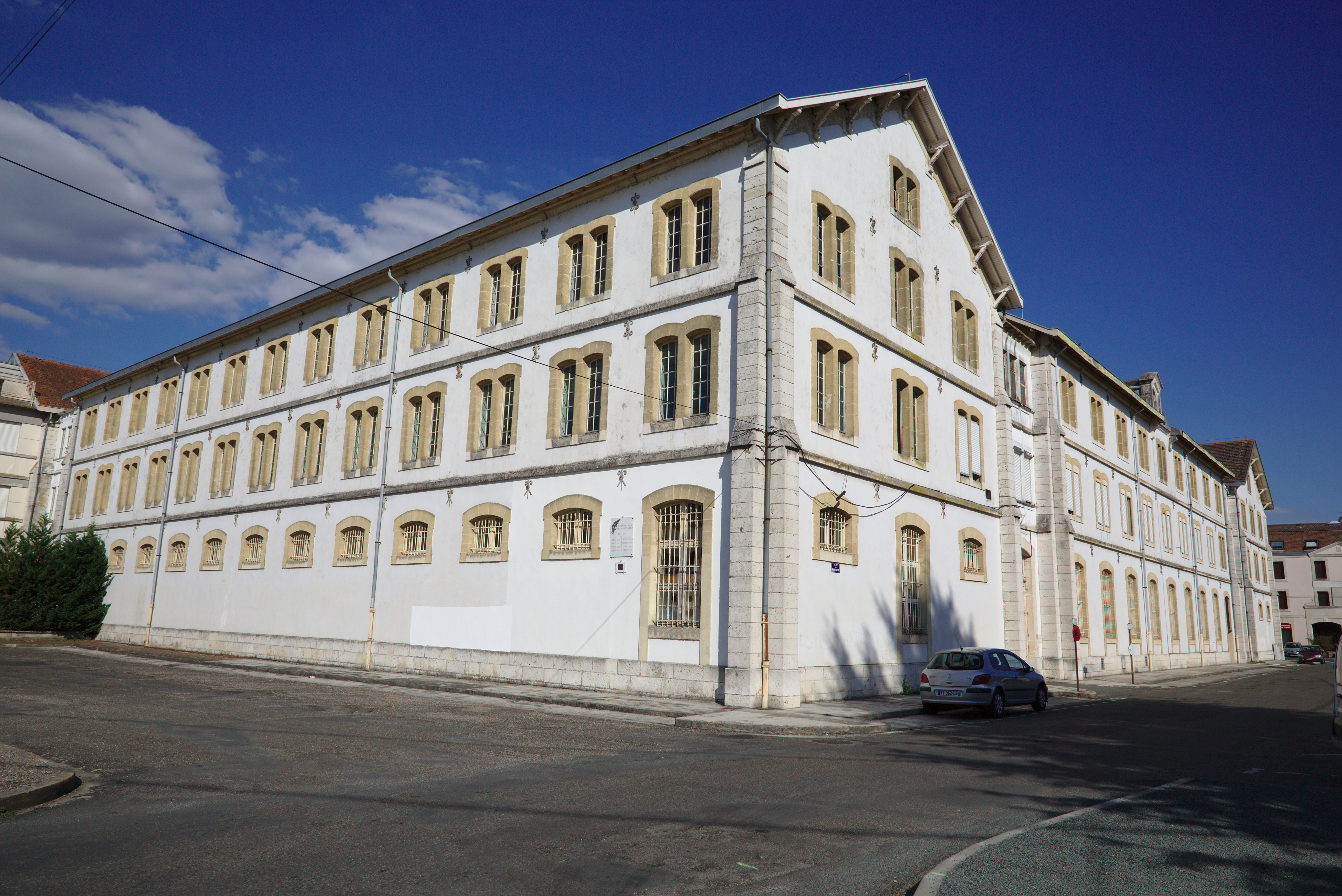
烟草手工厂旧址
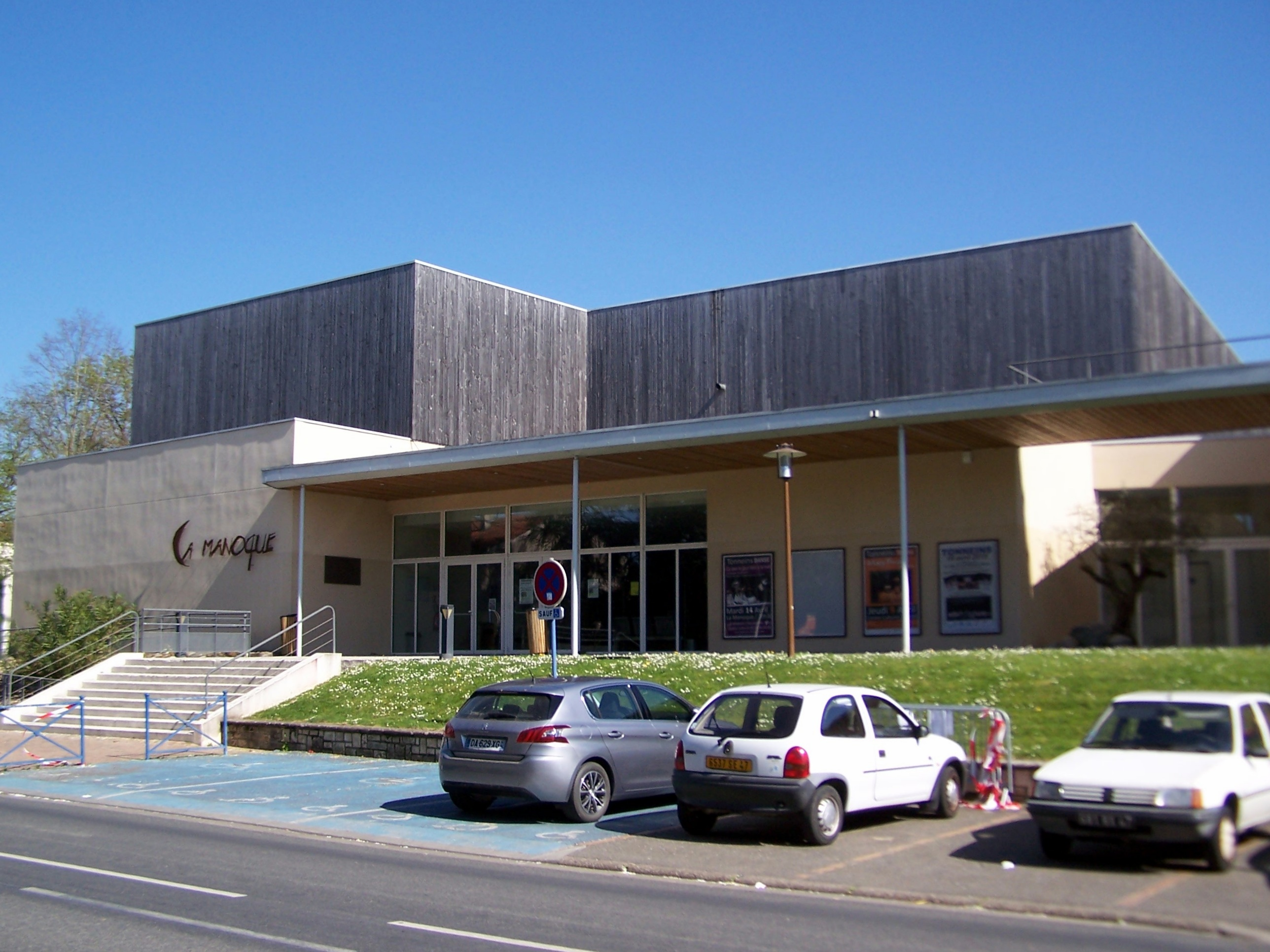
马诺克文化中心
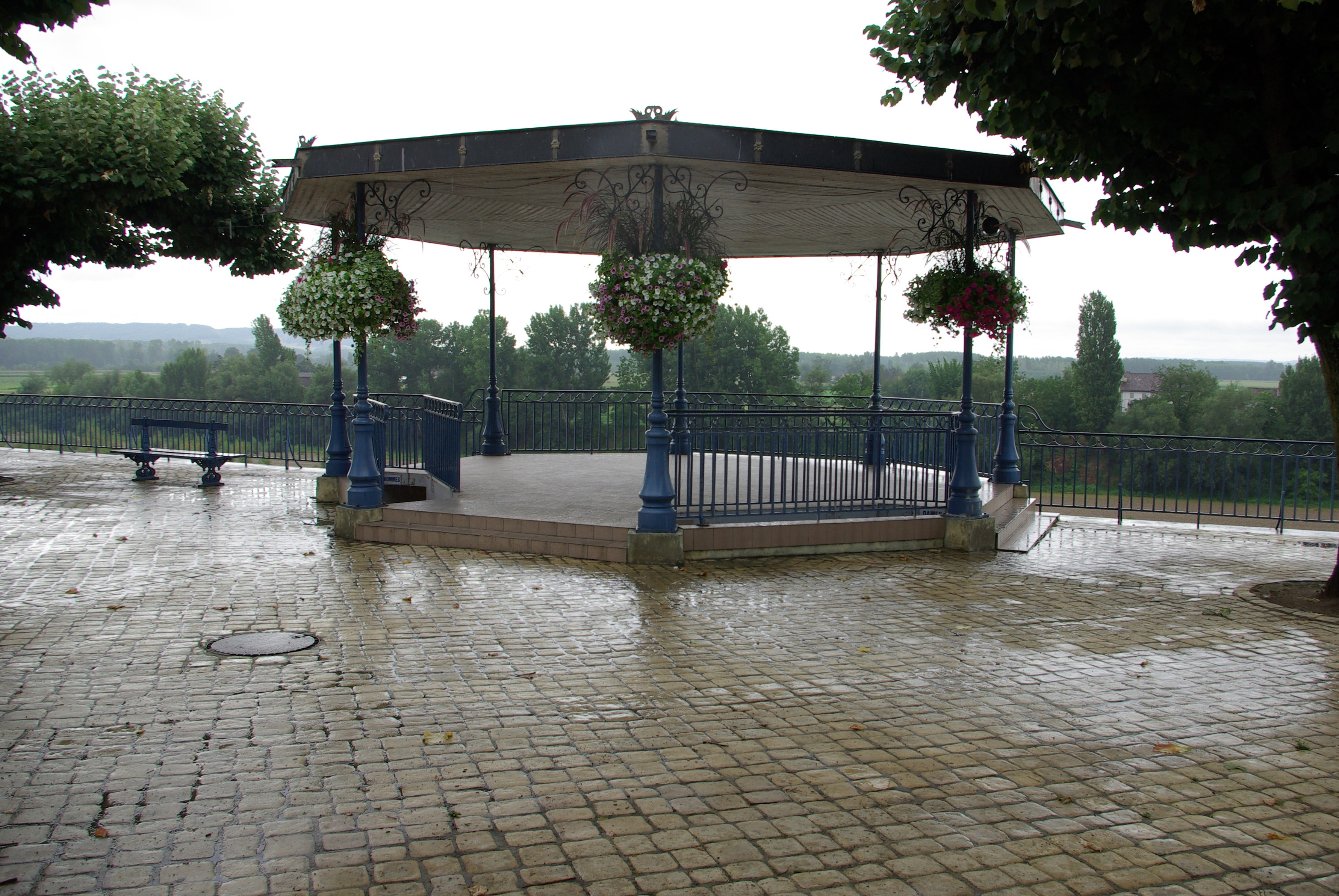
游亭

### 旅游
托南斯的旅游事务由其所属的公共社区负责。2020年，托南斯境内共有1家宾馆共计19间房间。

### 媒体
法国主要的媒体均可在托南斯接收，法国电视三台下属的新阿基坦大区频道在部分时段播出托南斯所属区域的地方新闻。

## 相关人物
法国女作家索菲·科坦、橄榄球运动员菲利普·塞拉和摩洛哥裔足球运动员马鲁万·沙马赫出生于托南斯。

## 友好城市
截至2021年4月，托南斯共与两座城市互为友好城市关系：
- 法國 坦恩
- 義大利 佐波拉